# Doug Ferguson
Douglas "Doug" Ferguson (Carlisle, Cumberland, 4 maart 1947) was een Brits basgitarist. 
Doug Ferguson belandde in de popmuziek toen hij reageerde op een advertentie voor een bassist in een plaatselijk nieuwskrantje. De schrijver bleek Andrew Latimer, toen nog leider van Strange Brew. De naam wijzigde in The Brew. The Brew werd ingeschakeld als begeleidingsband van Philip Goodhand-Tait. Goodhand-Tait wilde echter solo blijven en de overige leden, met inmiddels Andy Ward achter het slagwerk kwamen tot de oprichting van Camel. Ferguson speelde de eerste vier studioalbums mee, maar zorgde eigenlijk zelf voor het einde van zijn muzikale carrière. Ferguson bracht Andy Ward en later Mel Collins; beide heren zorgden ervoor dat de muziek van Camel jazzier van toon werd en dat wilde Ferguson niet. In januari 1977 verliet Ferguson de band.
Het lijkt er sterk op, dat Ferguson de hele muziekbusiness niet meer zag zitten, want daarna wordt geen melding meer gemaakt van enige muzikale escapades. Hij werd later projectontwikkelaar van onroerend goed.

## Discografie
Camel:
- Camel (album) (1973)
- Mirage (album) (1974)
- The Snow Goose (1975)
- Moonmadness (1976)
- A Live Record (1978)

- Bibsys: 9001657
- Library of Congress Control Number: no2007073164
- MusicBrainz: 9e536582-4311-49c6-8620-2c3c72a6a398
- Nationale Bibliotheek van Israël: 987007339410705171
- Virtual International Authority File: 189149105996968490070
- WorldCat: E39PBJjXp8ydmFkp46JxdrgVG3